# Moi je voyage
 (juin 2013).
Si vous disposez d'ouvrages ou d'articles de référence ou si vous connaissez des sites web de qualité traitant du thème abordé ici, merci de compléter l'article en donnant les références utiles à sa vérifiabilité et en les liant à la section « Notes et références ».
Albums de Marie Laforêt
Il reviendra Reconnaissances
Moi je voyage est le treizième album studio de la chanteuse Marie Laforêt, sorti en 1979 sous le label Polydor. Cinq 45 tours serviront à la promotion de l'album à savoir Il a neigé sur Yesterday, Roman d'amour, Harmonie, La Baie des Anges et Moi je voyage.
La chanson Il a neigé sur Yesterday sera un succès pour la chanteuse, la chanson Roman d'amour quant à elle fait partie de la bande originale du film Le Dernier Amant romantique, ce 45 tours comporte un titre inédit Un jour écrit et composé par Pierre Bachelet également qui ne sera pas présent sur l'album.

## Liste des titres
| 1.    | Moi je yoyage                      | Marie Laforêt; Vince Tempera; Fabio Frizzi; Vanbibber | 3:30 |
| 2.    | Pourquoi                           | Pierre Grosz; Ivano Fossati                           | 3:43 |
| 3.    | Des adresses, des téléphones       | Didier Barbelivien; Cyril Assous                      | 3:37 |
| 4.    | J’ai le cœur gros du temps présent | Marie Laforêt; Gérard Layani                          | 3:03 |
| 5.    | Moi aussi je t’oublie              | Jean-Claude Petit; Tony Rallo; Michel Jourdan         | 3:31 |
| 6.    | Lettre de France                   | Didier Barbelivien; Gérard Stern                      | 3:25 |
| 7.    | La Baie des Anges                  | Pierre Grosz; Michel Cywie; Jean-Claude Petit         | 3:15 |
| 8.    | Roman d’amour                      | Pierre Bachelet                                       | 3:27 |
| 9.    | Rio de Amor                        | Oscar Gomez; Albert Hammond                           | 3:23 |
| 10.   | Flirte avec moi                    | Alain Pozzuoli; Jean-Claude Petit                     | 4:17 |
| 11.   | Il a neigé sur Yesterday           | Jean-Claude Petit; Tony Rallo; Michel Jourdan         | 3:10 |
| 12.   | Harmonie                           | Jean Schmitt; Georges Costa                           | 3:10 |
| 40:11 |                                    |                                                       |      |